# Курово (Смоленская область)
Курово — деревня в Гагаринском районе Смоленской области России. Входит в состав Потаповского сельского поселения. По состоянию на 2007 год постоянного населения не имеет.
Расположена в северо-восточной части области в 10 км к юго-западу от Гагарина, в 3 км южнее автодороги М1 «Беларусь», на берегу реки Полишни. В 10 км северо-западнее деревни расположена железнодорожная станция Василисино на линии Москва — Минск.

## История
В годы Великой Отечественной войны деревня была оккупирована гитлеровскими войсками в октябре 1941 года, освобождена в марте 1943 года.